# Glauconycteris variegatus
Glauconycteris variegatus är en fladdermusart som först beskrevs av Robert Fisher Tomes 1861.  Glauconycteris variegatus ingår i släktet Glauconycteris och familjen läderlappar. Inga underarter finns listade i Catalogue of Life. Wilson & Reeder (2005) skiljer mellan två underarter.
Arten förekommer i stora delar av Afrika söder om Sahara från Senegal i väst till Etiopien i öst och söderut till norra Namibia och östra Sydafrika. Habitatet utgörs av savanner, buskskogar, galleriskogar och öppna skogar. Glauconycteris variegata undviker täta regnskogar. Individerna vilar i växtligheten eller under halmtak i byggnader. De bildar där mindre flockar.
Denna fladdermus blir med svans cirka 110 mm lång och den väger 12 till 14 g. Vingarna liknar ett spindelnät i utseende på grund av mörka vener på gulaktig bakgrund. Pälsen är på ovansidan gul och vid buken ljusare till vit. Strupen har en gråaktig färg och dessutom kan det finnas en grå skugga på buken.
Jakten efter insekter sker oftast i närheten av lampor eller över vattenansamlingar. Den fångar främst insekter som saknar hårt skal, till exempel nattfjärilar. I norra delen av utbredningsområdet är honan tre månader dräktig och en kull har en unge. Det finns vanligen en parningstid som varierar beroende på populationens utbredning.